# 5567 Durisen
5567 Durisen este o planetă minoră (asteroid), cu un diametru de 36,475 km, din centura de asteroizi. A fost descoperită pe 21 martie 1953 la Observatorul Goethe Link⁠(d) de Indiana Asteroid Program⁠(d) și a fost numită după Richard H. Durisen⁠(d). 
Obiectul prezintă o orbită caracterizată de o semiaxă mare de 2,9384925 UAi, o excentricitate de 0,22, o înclinație de 16,16675 ° în raport cu ecliptica.